# Косач-Борисова, Исидора Петровна
Исидора Петровна Косач-Борисова (9 (21) марта 1888, с. Колодяжне, Волынь, Российская империя (ныне Ковельский район Волынская область Украина) — 12 апреля 1980, Пискатауэй, Нью-Джерси, США) — украинская публицистка, общественная деятельница. Член-корреспондент Украинской свободной академии наук в США. Почётный член Союза украинок Америки.
Сестра М. Косача, Леси Украинки, Н. Косача, О. Косач-Кривинюк, племянница М. Драгоманова. Дочь П. Косача и Елены Пчёлки.

## Биография
Окончила Киевскую Фундуклеевскую женскую гимназию (1905) и сельскохозяйственный факультет политехнического института (1911). Была одной из шестнадцати первых студенток. В 1911 году вышла замуж за агронома Ю. Борисова.
Работала агроном
ом в Киевской губернии, с 1911 года — на опытной станции виноградарства и виноделия в Кишинёве, в научных учреждениях, вузах, в частности, сельскохозяйственных институтах Киева и Белой Церкви. С 1925 года — ассистент Е. Вотчала на кафедре ботаники Украинского сельскохозяйственного института (Киев).
Опубликовала работы по физиологии растений.
В 1937 году репрессирована. Приговорена как «контрреволюционный элемент» к восьми годам лагерей и в начале 1938 г. отправлена в Онежский исправительно-трудовой лагерь «Онеглаг» (Архангельская область). В 1940 г. после пересмотра дела, освобождена и вернулась в Киев. До 1941 года Косач-Борисова работала во 2-м медицинском институте на кафедре гистологии.
Во время немецкой оккупации стала членом созданной О. Ольжичем и другими активистами ОУН (м) Украинской национальной рады. В феврале 1942 года за националистическую пропагандистскую деятельность была арестована гестапо. Через некоторое время освобождена.
В 1943 году выехала в Германию, в 1949 г. — в США. В эмиграции активно участвовала в сохранении памяти о роде Косачей-Драгомановых, публиковала воспоминания, в частности о Елене Пчёлке, Лесе Украинке, исследования, рецензии.
Занималась переводами (Эмиль Золя). Автор воспоминаний:
- «Про Людмилу Старицьку-Черняхівську»;
- «Михайло Васильович Кривинюк»;
- «Михайло Віталійович Лисенко в родинному та дружньому оточенні»;
- «Про похорон Лесі Українки» (1963);
- «Про історію написання поезії Лесі Українки „Impromptu“» (1963);
- «Леся Українка в оточенні близьких — родини і друзів (спогади до 50-ліття її смерти)», (1964);
- «Колодяжне (до біографії Лесі Українки)» (1952);
- «Зелений Гай (спогад)» (1954);
- «Як святкували Різдво в домі Лесі Українки» (1965);
- «Про працю Леся Українка. Хронологія життя і творчости» (1970).

Возглавляла специальный издательский комитет при УСАН в США, занимавшийся изданием документальных работ О. Косач-Кривинюк «Леся Украинка. Хронология жизни и творчества» (Нью-Йорк, 1970). Помогла расшифровать сокращение в письмах Леси Украинки, инициалы и псевдонимы, выяснить непонятные места в «Дневнике» В. Винниченко.
Указом Президиума Верховного Совета СССР в 1989 году была посмертно реабилитирована.